# اسپودک
اسپودک (انگلیسی: Spodek به لهستانی به معنی بشقاب) یک سالن چند منظوره واقع در کاتوویتس، لهستان که در سال ۱۹۷۱ افتتاح شد و دارای ظرفیت ۱۱٬۵۰۰ نفر است.
اسپودک دارای تکنولوژی ظاهری و معماری خاصی می‌باشد که توسط معماران لهستانی طراحی شده است. تور تنیس لهستان ۲۰۱۳، قهرمانی والیبال جهان ۲۰۱۴، قهرمانی بسکتبال اروپا ۲۰۱۱ و کنسرت‌های اسمشینگ پامپکینز، پرل جم و دیپ پرپل از جمله رویدادهای بزرگ برگزار شده در اسپودک آرنا می‌باشد.